# Barroco (película)
Barroco es una película de drama dirigida por Estanislao Buisel y estrenada en 2013. Está protagonizada por Julián Larquier Tellarini, junto a Julián Tello, Victoria Hladilo, Walter Jakob, William Prociuk y Julia Martínez Rubio. y narra la historia de Julio, un hombre que  comienza una nueva relación amorosa y un nuevo trabajo. Poco prudente, se maneja con ambas cosas como si las conociera de siempre. Esto complicará su gran proyecto: hacer una fotonovela apocalíptica.  

## Argumento
La película Barroco (2013), dirigida por Estanislao Buisel, es un relato fragmentado que sigue la vida de Julio, un joven que atraviesa dos grandes cambios en su vida de manera simultánea: inicia una nueva relación amorosa y empieza un nuevo trabajo. Sin embargo, su actitud imprudente lo lleva a abordar ambas experiencias como si ya las conociera desde hace tiempo, lo que genera diversas complicaciones y desencadena un conflicto interno en su intento por encontrar su propio camino.
La película se caracteriza por su estructura narrativa fragmentada, que refleja una construcción literaria y musical. Utiliza la contraposición de los intereses de los personajes para crear una armonía particular.
Julio es un personaje que parece moverse entre la realidad y la ficción sin establecer límites claros. En medio de estos cambios personales, se sumerge en un ambicioso proyecto artístico: la creación de una fotonovela con tintes apocalípticos. En este proceso, el protagonista enfrenta dificultades tanto en la producción de la obra como en su vida diaria, ya que la manera en que maneja sus relaciones personales y profesionales comienza a entrelazarse con los temas que intenta plasmar en su fotonovela.
El desarrollo de la historia no sigue una estructura lineal tradicional, sino que se apoya en una narrativa fragmentada y en una construcción estilística que refleja el concepto del barroco en el cine. A través de escenas que alternan momentos de tensión con instantes de calma, y con un uso particular del lenguaje visual y sonoro, la película logra transmitir la complejidad del mundo interior de Julio.
A medida que avanza la trama, Julio se ve atrapado en una espiral de contradicciones: su relación amorosa se vuelve incierta, su trabajo no es lo que esperaba y su proyecto artístico parece escaparse de su control. La historia juega con los límites entre la realidad y la ficción, planteando interrogantes sobre la identidad, la creatividad y la autoexploración.
La película invita al espectador a sumergirse en la mente de su protagonista y a cuestionar la manera en que construimos nuestras propias historias.

## Reparto
Los principales personajes son interpretados por los siguientes actores:
- Julio: Interpretado por Julián Larquier Tellarini, quien es el protagonista central de la historia. Julio se enfrenta a las complejidades de una nueva relación amorosa y un nuevo trabajo, todo mientras intenta desarrollar un proyecto personal relacionado con una fotonovela apocalíptica.
- Pablo: Interpretado por Julián Tello, quien juega un papel importante en la trama.
- Mario: Interpretado por Walter Jakob, otro de los personajes clave que aporta al desarrollo de la historia.
- Lía: Interpretada por Julia Martínez Rubio, quien es un personaje con una relación directa con Julio.
- Fernando: Interpretado por William Prociuk, que también es uno de los actores principales del filme.
- Marta: Interpretada por Victoria Hladilo, es otro de los personajes relevantes en la película. Su rol tiene una función importante en la interacción entre los personajes, y en el contexto general de la película.

## Producción
La película Barroco fue producida por la compañía El Rayo Verde, una productora reconocida por su compromiso con proyectos cinematográficos innovadores. En esta ocasión, la realización de la película contó con la participación clave de Estanislao Buisel Quintana, Walter Jakob y Agustín Gagliardi, quienes desempeñaron un papel fundamental en la concreción del proyecto.
La dirección del largometraje estuvo a cargo de Estanislao Buisel Quintana y Walter Jakob, quienes, además de llevar adelante la puesta en escena, fueron los responsables de plasmar en la pantalla la visión narrativa de la historia. 
La banda sonora de El barroco fue compuesta por Gabriel Chwojnik, cuyo trabajo aportó una dimensión musical que complementa y enriquece la narrativa de la obra.
En el aspecto visual, la dirección de fotografía estuvo a cargo de Soledad Rodríguez, cuya labor resultó esencial para la construcción estética de la película. Su trabajo permitió capturar la esencia de cada escena, jugando con la iluminación, los encuadres y el color para generar una atmósfera acorde al tono de la historia.
El montaje de la película fue realizado por Ignacio Masllorens, quien se encargó de la edición y estructura audiovisual de la obra. Su trabajo consistió en ensamblar las diferentes escenas de manera fluida, asegurando la coherencia narrativa.
La Dirección de Arte estuvo en manos de Fabiana Gallegos, quien desempeñó un papel clave en la creación de la atmósfera visual de la producción. Su trabajo abarcó desde la elección de locaciones y el diseño de los sets hasta el vestuario y los elementos escenográficos.

## Lanzamiento
Barroco fue presentada en el Buenos Aires Festival Internacional de Cine Independiente (BAFICI) en 2013, compitiendo en la sección argentina de largometrajes.

## Premios y Festivales
- 2014 Reencontres Cinémas d´Amérique Latine de Toulouse/ Panorama.
- 2013 Buenos Aires Festival Internacional de Cine Independiente/ Competencia Argentina.
- 2013 8º Festival de Cinema Latino-americano de São Paulo/ Sección Contemporánea.
- 2013 Festival de Invierno Cinemateca Uruguaya.
- 2012 Cine en Construcción Festival Internacional de Cine de San Sebastián.[7]